# International Network of People who Use Drugs
International Network of People who Use Drugs (INPUD, littéralement « réseau international des personnes faisant usage de drogues ») est une organisation internationale sans but lucratif qui regroupe des collectifs de personnes consommatrices de drogues illicites.
INPUD a été fondé en 2006 à Vancouver et lancé formellement à Copenhague le 1er novembre 2008,,,,,.

Le réseau se définit comme :
un mouvement de personnes qui sont ou ont été des consommateurs de drogues et qui soutiennent la Déclaration de Vancouver, qui réclame le respect des droits humains des personnes consommatrices de drogues et la mise en place de mesures pour la protection de la santé des individus et de la santé publique.
En particulier, le réseau INPUD cherche à « représenter les personnes consommatrices de drogues dans les agences internationales telles que les Nations Unies et les organismes qui entreprennent un travail de développement au niveau international ». En 2017, le réseau a co-rédigé avec l'OMS, l'ONUDC, le PNUD, et d'autres agences, un guide sur la question de la consommation de drogues injectables,.